# Copaeodes
Copaeodes là một chi bướm ngày thuộc họ Bướm nâu.

## Các loài
- Copaeodes aurantiaca (Hewitson, 1868)
- Copaeodes castanea Mielke, 1969
- Copaeodes eoa Smith, Miller & McKenzie, 1991
- Copaeodes jean Evans, 1955
- Copaeodes minima (Edwards, 1870)
- Copaeodes stillmani Bell & Comstock, 1948